# 64. Primetime Emmy-gála
A 64. Primetime Emmy-gála során a 2011 és 2012 között főműsoridőben bemutatott, amerikai televíziós programokat értékelték. A jelölteket az Academy of Television Arts & Sciences választotta ki. A Los Angeles-i Nokia Theatreben tartott ceremóniát az ABC tűzte műsorra 2012. szeptember 23-án. A műsor házigazdája Jimmy Kimmel volt. A jelöltek listáját 2012. július 19-én jelentette be Kimmel és Kerry Washington, eredetileg azonban Nick Offerman lett volna a társműsorvezető a bejelentésen, aki viszont utazási problémák miatt nem vállalhatta.
A gálát 13,26 millióan nézték meg, míg a vörös szőnyeges premiert 5,63 millióan.

## Győztesek és jelöltek
A nyertesek félkövérrel jelölve.

### Műsorok
| Legjobb vígjátéksorozat | Legjobb drámasorozat |
| --- | --- |
| - Modern család (ABC) - A stúdió (NBC) - Agymenők (CBS) - Félig üres (HBO) - Csajok (HBO) - Az alelnök (HBO) | - Homeland – A belső ellenség (Showtime) - Boardwalk Empire – Gengszterkorzó (HBO) - Breaking Bad – Totál szívás (AMC) - Downton Abbey (PBS) - Trónok harca (HBO) - Mad Men – Reklámőrültek (AMC) |
| Legjobb varieté szkeccssorozat | Legjobb minisorozat vagy tévéfilm |
| - The Daily Show with Jon Stewart (Comedy Central) - The Colbert Report (Comedy Central) - Jimmy Kimmel Live! (ABC) - Late Night with Jimmy Fallon (NBC) - Real Time with Bill Maher (HBO) - Saturday Night Live (NBC) | - Versenyben az elnökségért (HBO) - Amerikai Horror Story (FX) - Hatfields & McCoys (History) - Hemingway és Gellhorn (HBO) - Luther (BBC America) - Sherlock: Botrány Belgraviában (PBS)         |
| Legjobb vetélkedő | |
| - Versenyfutás a világ körül (CBS) - Dancing with the Stars (ABC) - Leendő divatdiktátorok (Lifetime) - So You Think You Can Dance (Fox) - Szakácsok gyöngye (Bravo) - The Voice (NBC)                                 | |

### Színészek

#### Főszereplők
| Legjobb férfi főszereplő (vígjátéksorozat) | Legjobb női főszereplő (vígjátéksorozat) |
| --- | --- |
| - Jon Cryer – Két pasi – meg egy kicsi (Dr. Alan Harper) (CBS) - Alec Baldwin – A stúdió (Jack Donaghy) (NBC) - Louis C.K. – Louie (Louie) (FX) - Don Cheadle – Gátlástalanok (Marty Kaan) (Showtime) - Larry David – Félig üres (Önmaga) (HBO) - Jim Parsons – Agymenők (Sheldon Cooper) (CBS) (Epizód: “Hajvágási stratégia”)                                                                        | - Julia Louis-Dreyfus – Az alelnök (Selina Meyer) (HBO) - Zooey Deschanel – Új csaj (Jessica Day) (Fox) - Lena Dunham – Csajok (Hannah Horvath) (HBO) - Edie Falco – Jackie nővér (Jackie Peyton) (Showtime) - Tina Fey – A stúdió (Liz Lemon) (NBC) - Melissa McCarthy – Mike és Molly (Molly Flynn) (CBS) - Amy Poehler – Városfejlesztési osztály (Leslie Knope) (NBC)                              |
| Legjobb férfi főszereplő (drámasorozat) | Legjobb női főszereplő (drámasorozat) |
| - Damian Lewis – Homeland – A belső ellenség (Nicholas Brody) (Showtime) - Hugh Bonneville – Downton Abbey (Robert) (PBS) - Steve Buscemi – Boardwalk Empire – Gengszterkorzó (Nucky Thompson) (HBO) - Bryan Cranston – Breaking Bad – Totál szívás (Walter White) (AMC) - Michael C. Hall – Dexter (Dexter Morgan) (Showtime) - Jon Hamm – Mad Men – Reklámőrültek (Don Draper) (AMC)                 | - Claire Danes – Homeland – A belső ellenség (Carrie Mathison) (Showtime) - Kathy Bates – Harry's Law (Harriet "Harry" Korn) (NBC) - Glenn Close – A hatalom hálójában (Patty Hewes) (Audience Network) - Michelle Dockery – Downton Abbey (Lady Mary Crawley) (PBS) - Julianna Margulies – A férjem védelmében (Alicia Florrick) (CBS) - Elisabeth Moss – Mad Men – Reklámőrültek (Peggy Olson) (AMC) |
| Legjobb férfi főszereplő (minisorozat, antológiasorozat vagy tévéfilm) | Legjobb női főszereplő (minisorozat, antológiasorozat vagy tévéfilm) |
| - Kevin Costner – Hatfields & McCoys (Devil Anse Hatfield) (History) - Benedict Cumberbatch – Sherlock: Botrány Belgraviában (Sherlock Holmes) (PBS) - Idris Elba – Luther (John Luther) (BBC America) - Woody Harrelson – Versenyben az elnökségért (Steve Schmidt) (HBO) - Clive Owen – Hemingway és Gellhorn (Ernest Hemingway) (HBO) - Bill Paxton – Hatfields & McCoys (Randolph McCoy) (History) | - Julianne Moore – Versenyben az elnökségért (Sarah Palin) (HBO) - Connie Britton – Amerikai Horror Story (Vivien Harmon) (FX) - Ashley Judd – Missing - Elrabolva (Rebecca Winstone) (ABC) - Nicole Kidman – Hemingway és Gellhorn (Martha Gellhorn) (HBO) - Emma Thompson – The Song of Lunch (A nő) (PBS)                                                                                           |

#### Mellékszereplők
| Legjobb férfi mellékszereplő (vígjátéksorozat) | Legjobb női mellékszereplő (vígjátéksorozat) |
| --- | --- |
| - Eric Stonestreet – Modern család (Cameron Tucker) (ABC) (Epizód: “Tuti fogás”) - Ty Burrell – Modern család (Phil Dunphy) (ABC) (Epizód: “A képzelt beteg”) - Jesse Tyler Ferguson – Modern család (Mitchell Pritchett) (ABC) (Epizód: “A szökőnap”) - Max Greenfield – Új csaj (Schmidt) (Fox) - Bill Hader – Saturday Night Live (További szereplők) (NBC) - Ed O’Neill – Modern család (Jay Pritchett) (ABC) (Epizód: “Bébi a láthatáron”) | - Julie Bowen – Modern család (Claire Dunphy) (ABC) (Epizód: “Édes élet”) - Mayim Bialik – Agymenők (Amy Farrah Fowler) (CBS) (Epizód: “Gyerekfóbia”) - Kathryn Joosten – Született feleségek (Karen McCluskey) (ABC) - Sofía Vergara – Modern család (Gloria Delgado-Pritchett) (ABC) (Epizód: “Családi idill”) - Merritt Wever – Jackie nővér (Zoey Barkow) (Showtime) - Kristen Wiig – Saturday Night Live (További szereplők) (NBC) |
| Legjobb férfi mellékszereplő (drámasorozat) | Legjobb női mellékszereplő (drámasorozat) |
| - Aaron Paul – Breaking Bad – Totál szívás (Jesse Pinkman) (AMC) - Jim Carter – Downton Abbey (Charles Carson) (PBS) - Brendan Coyle – Downton Abbey (John Bates) (PBS) - Peter Dinklage – Trónok harca (Tyrion Lannister) (HBO) - Giancarlo Esposito – Breaking Bad – Totál szívás (Gus Fring) (AMC) - Jared Harris – Mad Men – Reklámőrültek (Lane Pryce) (AMC)                                                                               | - Maggie Smith – Downton Abbey (Violet Crawley, Dowager Countess of Grantham (PBS) - Christine Baranski – A férjem védelmében (Diane Lockhart) (CBS) - Joanne Froggatt – Downton Abbey (Anna Bates) (PBS) - Anna Gunn – Breaking Bad – Totál szívás (Skyler White) (AMC) - Christina Hendricks – Mad Men – Reklámőrültek (Joan Harris) (AMC) - Archie Panjabi – A férjem védelmében (Kalinda Sharma) (CBS)                              |
| Legjobb férfi mellékszereplő (minisorozat, antológiasorozat vagy tévéfilm) | Legjobb női mellékszereplő (minisorozat, antológiasorozat vagy tévéfilm) |
| - Tom Berenger – Hatfields & McCoys (Jim Vance) (History) - Martin Freeman – Sherlock: Botrány Belgraviában (John H. Watson) (PBS) - Ed Harris – Versenyben az elnökségért (John McCain) (HBO) - Denis O'Hare – Amerikai Horror Story (Larry Harvey) (FX) - David Strathairn – Hemingway és Gellhorn (John Dos Passos) (HBO) | - Jessica Lange – Amerikai Horror Story (Constance Langdon) (FX) - Frances Conroy – Amerikai Horror Story (Moira O'Hara) (FX) - Judy Davis – Nyolcadik oldal (Jill Tankard) (PBS) - Sarah Paulson – Versenyben az elnökségért (Nicolle Wallace) (HBO) - Mare Winningham – Hatfields & McCoys (Sally McCoy) (History) |

### Műsorvezetők
| Legjobb műsorvezető |
| --- |
| - Tom Bergeron – Dancing with the Stars (ABC) - Cat Deeley – So You Think You Can Dance (Fox) - Phil Keoghan – Versenyfutás a világ körül (CBS) - Ryan Seacrest – American Idol (Fox) - Betty White – Nyugdíjas bajkeverők (NBC) |

### Rendezők
| Legjobb rendező (vígjátéksorozat) | Legjobb rendező (drámasorozat) |
| --- | --- |
| - Modern család (Epizód: "Bébi a láthatáron") – Steven Levitan (ABC) - Félig üres (Epizód: "A palesztin csirke") – Robert B. Weide (HBO) - Csajok (Epizód: "She Did") – Lena Dunham (HBO) - Louie (Epizód: "Duckling") – Louis C.K. (FX) - Modern család (Epizód: "Szűz terület") – Jason Winer (ABC) - Új csaj (Epizód: "Pilot") – Jake Kasdan (Fox) | - Boardwalk Empire – Gengszterkorzó (Epizód: "To the Lost") – Tim Van Patten (HBO) - Breaking Bad – Totál szívás (Epizód: "Leszámolás") – Vince Gilligan (AMC) - Downton Abbey (Epizód: "Hetedik rész") – Brian Percival (PBS) - Homeland – A belső ellenség (Epizód: "Hazatérés") – Michael Cuesta (Showtime) - Mad Men – Reklámőrültek (Epizód: "A másik nő") – Phil Abraham (AMC) |
| Legjobb rendező (varietésorozat) | Legjobb rendező (minisorozat, antológiasorozat vagy tévéfilm) |
| - 65. Tony-gála – Glenn Weiss (CBS) - 84. Oscar-gála – Don Mischer (ABC) - 54. Grammy-gála – Louis J. Horvitz (CBS) - Louis C.K.: Live at the Beacon Theater – Louis C.K. (FX) - New York City Ballet: George Balanchine's The Nutcracker (Live from Lincoln Center) – Alan Skog (PBS)                                                                | - Versenyben az elnökségért – Jay Roach (HBO) - Hatfields & McCoys – Kevin Reynolds (History) - Hemingway és Gellhorn – Philip Kaufman (HBO) - Luther – Sam Miller (BBC America) - Sherlock: Botrány Belgraviában – Paul McGuigan (PBS) |

### Forgatókönyvírók
| Legjobb forgatókönyv (vígjátéksorozat) | Legjobb forgatókönyv (drámasorozat) |
| --- | --- |
| - Louie (Epizód: "Pregnant") – Louis C.K. (FX) - Balfékek (Epizód: "Gyógyító káoszelmélet") – Chris McKenna (NBC) - Csajok (Epizód: "Pilot") – Lena Dunham (HBO) - Városfejlesztési osztály (Epizód: "Jelöltvita") – Amy Poehler (NBC) - Városfejlesztési osztály (Epizód: "Nyertesek, vesztesek") – Michael Schur (NBC) | - Homeland – A belső ellenség (Epizód: "Hazatérés") – Alex Gansa, Howard Gordon, Gideon Raff (Showtime) - Downton Abbey (Epizód: "Hetedik rész") – Julian Fellowes (PBS) - Mad Men – Reklámőrültek (Epizód: "Jutalékok és díjak") – Andre Jacquemetton, Maria Jacquemetton (AMC) - Mad Men – Reklámőrültek (Epizód: "Távoli helyek") – Semi Chellas, Matthew Weiner (AMC) - Mad Men – Reklámőrültek (Epizód: "A másik nő") – Semi Chellas, Matthew Weiner (AMC) |
| Legjobb forgatókönyv (varietésorozat) | Legjobb forgatókönyv (minisorozat vagy tévéfilm) |
| - Louis C.K.: Live at the Beacon Theater (FX) - 84. Oscar-gála (ABC) - Betty White's 90th Birthday: A Tribute to America's Golden Girl (NBC) - Kennedy Center Honors (CBS) - 65. Tony-gála (CBS) | - Versenyben az elnökségért – Danny Strong (HBO) - Hatfields & McCoys – Bill Kerby, Ted Mann, Ronald Parker (History) - The Hour – Abi Morgan (BBC America) - Luther – Neil Cross (BBC America) - Sherlock: Botrány Belgraviában – Steven Moffat (PBS) |

## Műsorvezetők
A gálán az alábbi műsorvezetők működtek közre:
- Louis C.K.
- Amy Poehler
- Zooey Deschanel
- Jim Parsons
- Jon Cryer
- Kat Dennings
- Matthew Perry
- Kathy Bates
- Jimmy Fallon
- Mindy Kaling
- Melissa McCarthy
- Stephen Colbert
- James Van Der Beek
- Damon Wayans Jr.
- Seth MacFarlane
- Claire Danes
- Connie Britton
- Hayden Panettiere
- Giancarlo Esposito
- Jeremy Davies
- Martha Plimpton
- Julianna Margulies
- Dylan McDermott
- Tina Fey
- Jon Hamm
- Aziz Ansari
- Jane Levy
- Ricky Gervais
- Steve Buscemi
- Kerry Washington
- Lucy Liu
- Kiefer Sutherland
- Ginnifer Goodwin
- Emily Van Camp
- Andre Braugher
- Julianne Moore
- Michael J. Fox

## In Memoriam
A gála "in memoriam" szegmense az alábbi elhunyt személyekről emlékezett meg:
- Marvin Hamlisch
- Davy Jones
- Hal Kanter
- Richard Dawson
- Jim Paratore
- Lee Rich
- Sherman Hemsley
- Phyllis Diller
- William Asher
- Celeste Holm
- Michael Clarke Duncan
- Lupe Ontiveros
- James Farentino
- Irving Fein
- Heavy D
- Chad Everett
- Don Cornelius
- Robert Hegyes
- Ron Palillo
- Robert Easton
- Andy Rooney
- John Rich
- Michele O'Callaghan
- Steve Jobs
- Gil Cates
- Bob Henry
- Al Freeman Jr.
- Patrice O'Neal
- Whitney Houston
- Ben Gazzara
- Donna Summer
- Tony Scott
- Kathryn Joosten
- Paul Bogart
- William Windom
- Norman Felton
- Frank Pierson
- Mike Wallace
- Ernest Borgnine
- Harry Morgan
- Dick Clark

## Fordítás
- Ez a szócikk részben vagy egészben  a(z)   64th Primetime Emmy Awards című angol Wikipédia-szócikk fordításán alapul.  Az eredeti cikk szerkesztőit annak laptörténete sorolja fel. Ez a jelzés csupán a megfogalmazás eredetét és a szerzői jogokat jelzi, nem szolgál a cikkben szereplő információk forrásmegjelöléseként.